# Șcepaniv, Kozova
Șcepaniv (în ucraineană Щепанів) este localitatea de reședință a comunei Șcepaniv din raionul Kozova, regiunea Ternopil, Ucraina.

## Demografie
Componența lingvistică a localității Șcepaniv
     Ucraineană (99,64%)
     Alte limbi (0,18%)
Conform recensământului din 2001, majoritatea populației localității Șcepaniv era vorbitoare de ucraineană (99,64%), existând în minoritate și vorbitori de alte limbi.